# Unió d'Utrecht

Mapa dels Països Baixos, amb la unió d'Utrecht i la d'Arràs (1579)

La unió d'Utrecht fou una aliança militar establerta el 23 de gener del 1580 per algunes les províncies dissidents de les Disset Províncies. Les Províncies unides van acordar-se lluitar junts per acabar amb l'ocupació del territori per les forces militars de la Corona de Castella. A més, s'hi van ordenar afers polític en matèries de defensa, imposts i religió, i el text es considera com el nucli de la constitució de la futura república.
Primer va ser signada entre els representants dels estats del Holanda, Zelanda, Utrecht tres quarters del ducat de Gelderland i les afores Groningen. Més tard durant l'any Overijssel, Frísia, la ciutat de Groningen, Zutphen el quartè quarter de Gelderland, Drente, els Quatre membres de Flandes Bruges, Franconat de Bruges, Ieper i Gant i moltes altres ciutats com ara Antwerpen, Breda i Lier. Entre moltes factors que van fomentar la insurrecció hi va jugar molt la «Fúria espanyola» del novembre del 1576, quan els exèrcits espanyols, no pagats per causa de la segona fallida de la Hisenda Reial de Felip II de Castella van saquejar Anvers, incendiar la ciutat i matar milers d'habitants. La confederació era una rèplica a la unió d'Arràs, una aliança de les províncies catòliques meridionals que van triar el bandol espanyol, i de la qual una grand part, mal defensada per l'exèrcit espanyol malpagat, més tard va ser annexionada per França. La Unió d'Utrecht proclamava la llibertat de religió, la d'Arras ans al contrari només acceptava el catolicisme com a única religió d'estat.
Va ser assolida per Guillem I d'Orange-Nassau. Va acaber dos anys més tard amb el Decret d'abandó del 1581 al qual es va deposar Felip IV de Castella i proposar la sobirania entre d'altres al duc Francesc d'Anjou, germà d'Enric III de França. La unió fou el nucli de la república de les Províncies Unides del Nord, sorgida poc després, bé que no va ser reconeguda per Castella fins al 1648 a la Pau de Münster, que va posar fi a la guerra dels Vuitanta Anys en reconèixer la independència de les Províncies Unides de la monarquia hispànica després d'una intensa activitat diplomàtica.